# غيلبرت خونواني
غيلبرت خونواني (بالإنجليزية: Gilbert Khunwane) (مواليد 15 يونيو 1977) هو ملاكم بوتسواني، مثّل بلاده في الألعاب الأولمبية الصيفية 2000.

## روابط خارجية
غيلبرت خونواني على موقع بوكس ريك (الإنجليزية) (registration required)
- غيلبرت خونواني على موقع اللجنة الأولمبية الدولية (الإنجليزية)
- غيلبرت خونواني على موقع أوليمبيديا (الإنجليزية)
- غيلبرت خونواني على موقع اتحاد ألعاب الكومنولث (مؤرشف) (الإنجليزية)